# Földközeli objektum

A 2004 FH földsúroló kisbolygó elmozdulása a háttércsillagok előtt (a kép közepén), földközelben. A képen jobbról átszáguldó fehér csík egy műhold nyoma

A földközeli objektum (angol rövidítéssel: NEO, azaz Near-Earth Object) olyan aszteroida, üstökös vagy nagy meteoroid, melynek pályája 1,3 CsE távolságon belül keresztezi a Föld pályáját és így elvileg fennáll az ütközés lehetősége. Méretük és közelségük miatt ezek az objektumok viszonylag könnyen elérhetőek űrhajóval, így fontosak a jövőbeni tudományos vizsgálatok és üzleti lehetőségek szempontjából. Bizonyos földközeli objektumok sokkal kisebb sebesség-változtatással (ΔV) is elérhetők, mint a Hold. Legismertebb képviselőjük a 99942 Apophis kisbolygó, mely 2029-ben, 2036-ban és 2037-ben fogja Földünket veszélyesen megközelíteni.

## Kutatásuk
Az Amerikai Egyesült Államok kongresszusa kötelezte a NASA-t, hogy 2020-ig katalogizálja a 140 m-nél nagyobb égi objektumokat. Egy ekkora test becsapódása után az egész bolygóra kiterjedő, jelentős mértékű károkozással kell számolni. Az 1 km-nél nagyobb objektumok közül körülbelül 800-at tartanak számon, de becslések szerint még 200 maradt felfedezetlen. Egy ekkora test becsapódása globális katasztrófát okozna. Összesen 15.000 földközeli objektumot ismerünk.
Az Amerikai Egyesült Államok, az Európai Unió és más nemzetek is figyelik a földközeli objektumokat  a Spaceguard-nak nevezett erőfeszítés keretében. A megfigyelésbe szeretnék bevonni Ausztrália egyik meglévő távcsövét is, mert ezzel az égbolt jelenleg hiányzó ~30%-át is megfigyelés alatt lehetne tartani.
A NASA évente kb. 4 millió amerikai dollár-t fordít a kutatás céljára, ez azonban nem lesz elegendő a 2020-as határidő betartásához.
A földközeli objektumok típus és méret szerinti osztályozása
- Meteoroidok < 50 m átmérő
- Aszteroidák > 50 m átmérő
- Üstökösök

## A kockázat megbecslése
A becsapódás kockázatát kétféle séma szerint sorolják be:
- egyszerű: Torino-skála
- összetettebb: Palermo-skála

## Fordítás
- Ez a szócikk részben vagy egészben  a   Near-Earth object című angol Wikipédia-szócikk fordításán alapul.  Az eredeti cikk szerkesztőit annak laptörténete sorolja fel. Ez a jelzés csupán a megfogalmazás eredetét és a szerzői jogokat jelzi, nem szolgál a cikkben szereplő információk forrásmegjelöléseként.